# 甲村定国
甲村 定国（こうむら さだくに）は、江戸時代の坊官。三宝院に仕え、後に同僚の飯田氏や井内氏の家を継いだ。

## 概要
享保19年（1734年）11月14日に生まれた定国は、明和６年（1769年）5月25日に甲村氏の当主として従六位下・常陸介に叙任され、安永元年（1772年）12月24日に飯田氏を継ぎ、安永３年（1774年）10月24日には正六位下・大和守に任官されたとなった。天明３年（1783年）12月18日には断絶していた井内氏の名跡を継いだ。子の井内経誼は井内氏を、弟の甲村定言は甲村氏と山田氏を継いだ。